# Хиденхаузен
Хиденхаузен (њем. Hiddenhausen) општина је у њемачкој савезној држави Северна Рајна-Вестфалија. Једно је од 9 општинских средишта округа Херфорд. Према процјени из 2010. у општини је живјело 20.187 становника. Посједује регионалну шифру (AGS) 5758016, NUTS (DEA43) и LOCODE (DE HIN) код.

## Географски и демографски подаци
Хиденхаузен се налази у савезној држави Северна Рајна-Вестфалија у округу Херфорд. Општина се налази на надморској висини од 92 метра. Површина општине износи 23,9 km². У самом мјесту је, према процјени из 2010. године, живјело 20.187 становника. Просјечна густина становништва износи 846 становника/km².

## Међународна сарадња
| Мјесто | Држава  | Врста сарадње | Од    |
| ------ | ------- | ------------- | ----- |
|        | Пољска  | партнерство   | 1991. |
|        | Шведска | партнерство   | 1991. |
| Извор  |         |               |       |